# Djibril Soumaré
Djibril Soumaré, né le 7 janvier 2003, est un footballeur sénégalais qui évolue au poste de milieu défensif à Sheffield United, en prêt du SC Braga.

## Biographie

### Carrière en club
Djibril Soumaré est formé au Sahel Atlantic FC,,, école sportive de Dakar au Sénégal,, avant de rejoindre le Sporting Braga au Portugal, où il signe son premier contrat professionnel en juin 2022, après une année en prêt avec les moins de 19 ans por,,.
S'illustrant d'abord avec les moins de 23 ans lors de la saison 2022-23, il est officiellement promu en équipe première l'été suivant, au coté d'une autre jeune promesse du centre de formation, Roger Fernandes,.
Djibril Soumaré fait ses débuts professionnel le 15 août 2023, entrant en jeu lors de la victoire 4-1 en qualification à la Ligue des champions chez le TSC Bačka Topola, qui qualifie le Sporting Braga pour le dernier tour de la phase qualificative.

### Carrière en sélection
Djibril Soumaré est appelé pour la première fois avec les moins de 23 ans sénégalais en octobre 2022, pour les éliminatoires de la CAN des moins de 23 ans.

## Palmarès
- Coupe de la Ligue portugaise
  - Vainqueur en 2024